# Heteropneustidae
Heteropneustidae son una familia constituida por peces actinopterigios de agua dulce y de la orden de los Siluriformes, con un único género monotípico Heteropneustes.

## Morfología
Su cuerpo alargado y comprimido, ninguno fuertemente deprimido, 4 pares de barbillas sensoriales, su aleta dorsal corta, ausencia de aleta adiposa o en forma de una cresta baja, presencia de espinas pectorales con glándulas venenosas peligrosas para los humanos.

## Distribución geográfica
Se encuentra en ríos y lagos de Asia, desde Pakistán hasta Tailandia.

## Especies
Existen cinco especies reconocidas en este género:
- Heteropneustes fossilis (Bloch, 1794)
- Heteropneustes kemratensis (Fowler, 1937)
- Heteropneustes longipectoralis Rema Devi & Raghunathan, 1999
- Heteropneustes microps (Günther, 1864)
- Heteropneustes nani Hossain, Sarker, Sharifuzzaman y Chowdhury, 2013